# Temporadas de tifones del Pacífico en la década de 1880
Este artículo abarca las temporadas de tifones en el Pacífico de la década de 1880.

## Sistema

### 1880

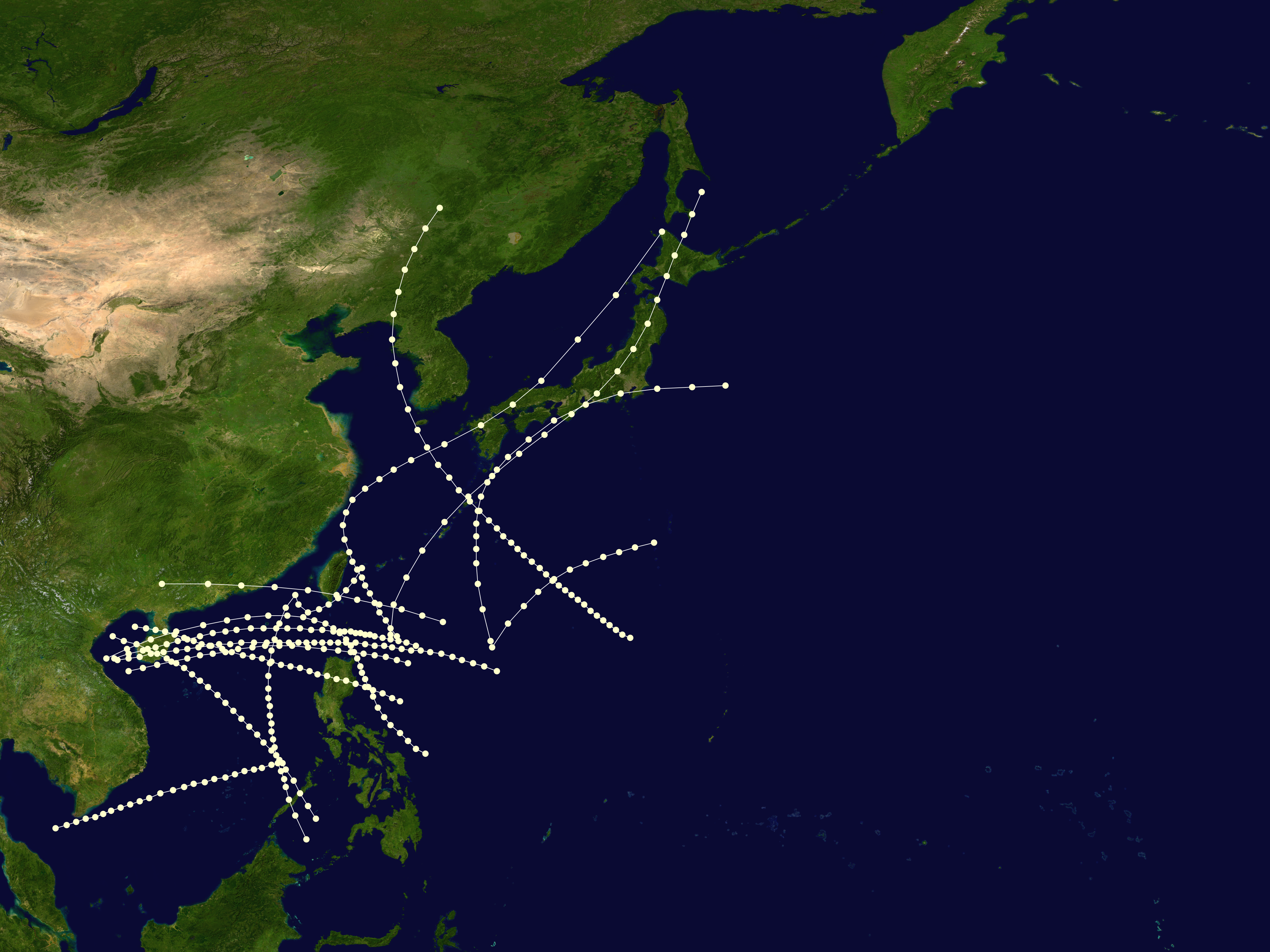
Resumen de temporada

Hubo 3 tifones en el Pacífico occidental en 1880.

### 1881

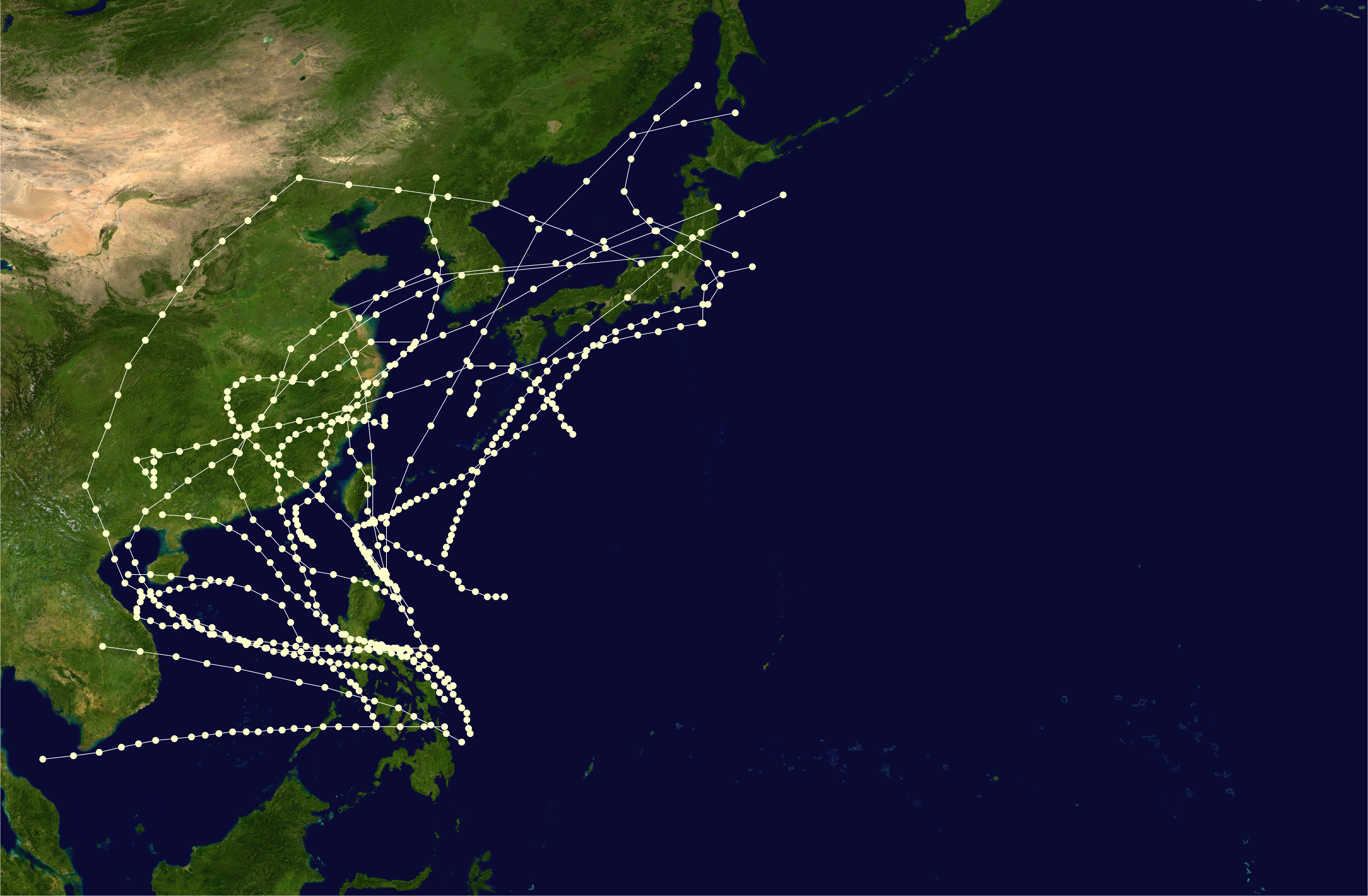
Resumen de la temporada

En 1881 hubo 22 ciclones tropicales en el Pacífico occidental, 21 de los cuales se intensificaron hasta convertirse en tifones.
En octubre, un poderoso tifón azotó lo que ahora es Filipinas, antes de rodear la isla de Hainan y devastar Hải Phòng, Vietnam. Hasta 300.000 personas murieron por el tifón, empatándolo como el segundo ciclón tropical más mortífero registrado. Con 20.000 muertes en Filipinas, el tifón también es el más mortífero registrado allí.

### 1882
En 1882 hubo 12 ciclones tropicales en el Pacífico occidental, 11 de los cuales se intensificaron hasta convertirse en tifones.

### 1883
En 1883 hubo 16 ciclones tropicales en el Pacífico occidental, 15 de los cuales se intensificaron hasta convertirse en tifones.

### 1884

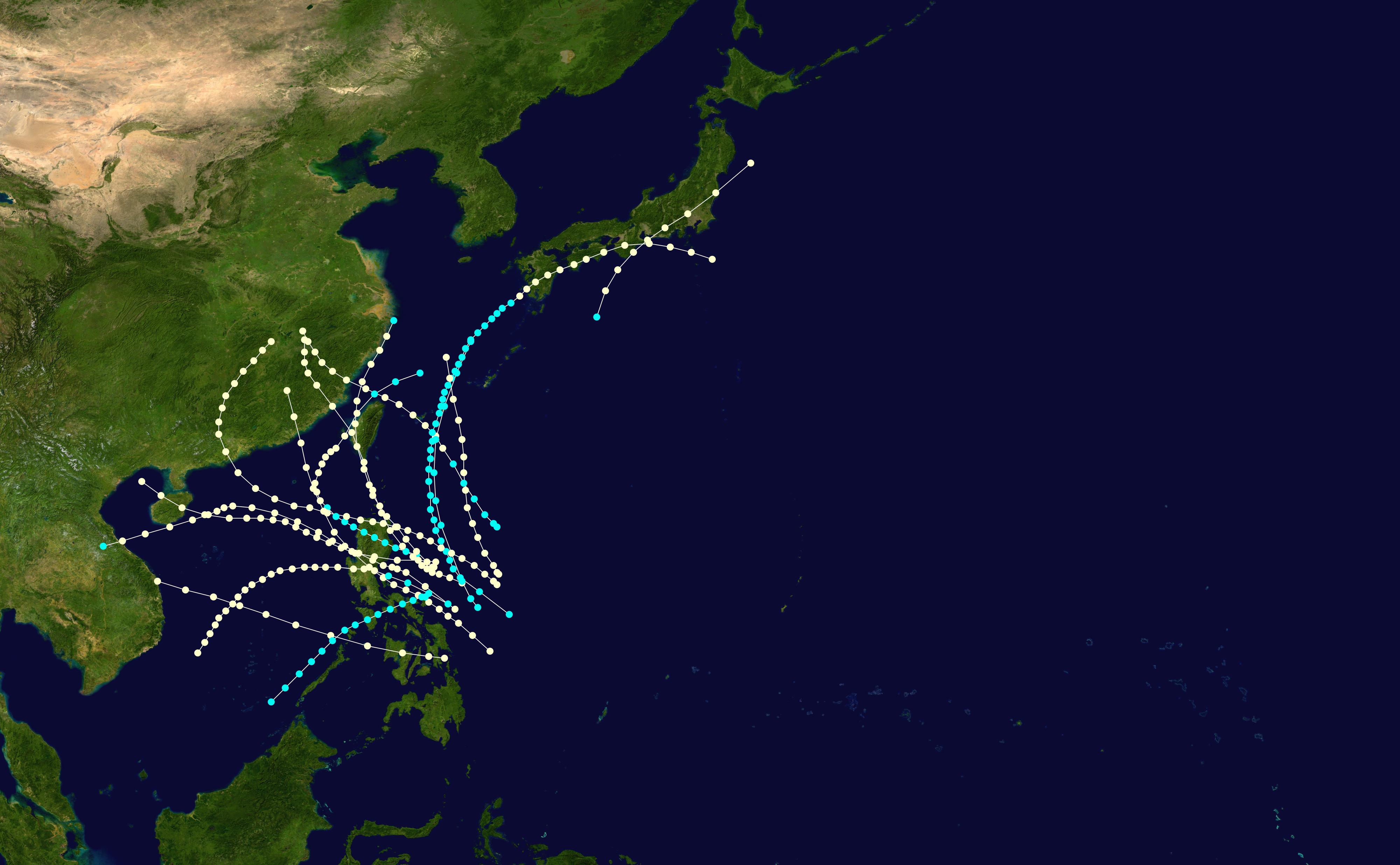
Resumen de la temporada

En 1884 hubo 14 ciclones tropicales en el Pacífico occidental.

### 1885

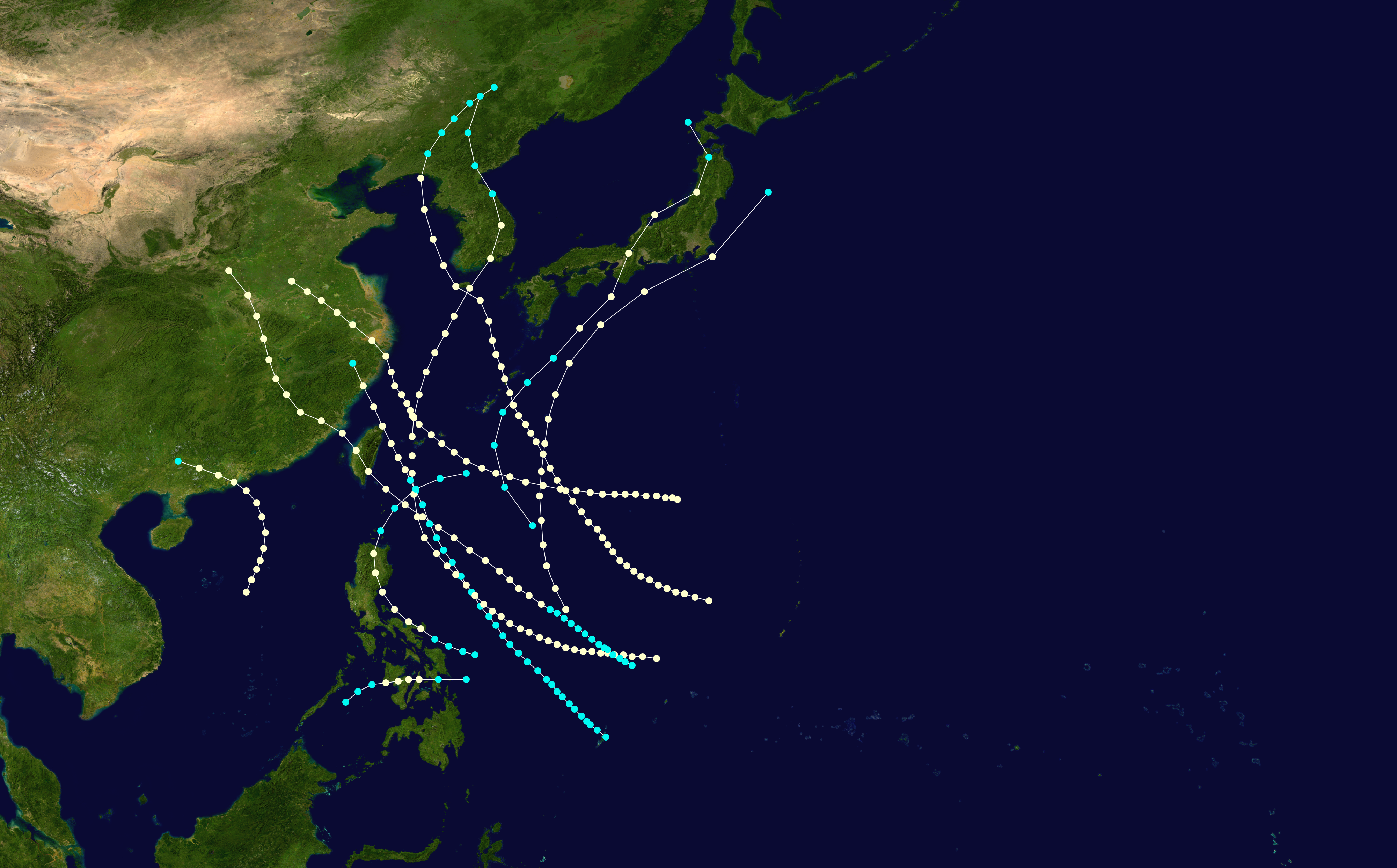
Resumen de la temporada

En 1885 hubo 9 ciclones tropicales en el Pacífico occidental.

### 1886

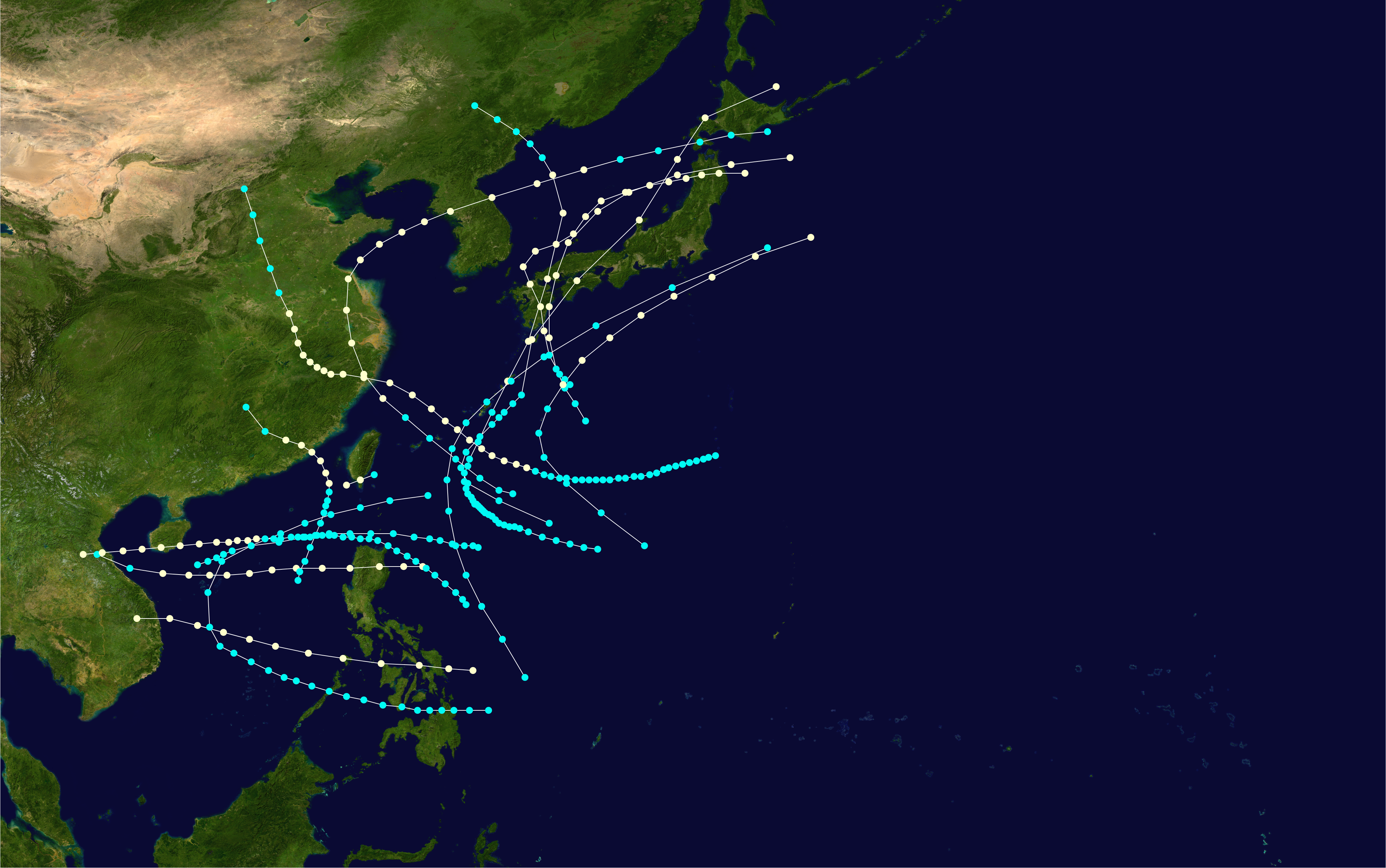
Resumen de la temporada

En 1886 hubo 15 ciclones tropicales en el Pacífico occidental.

### 1887

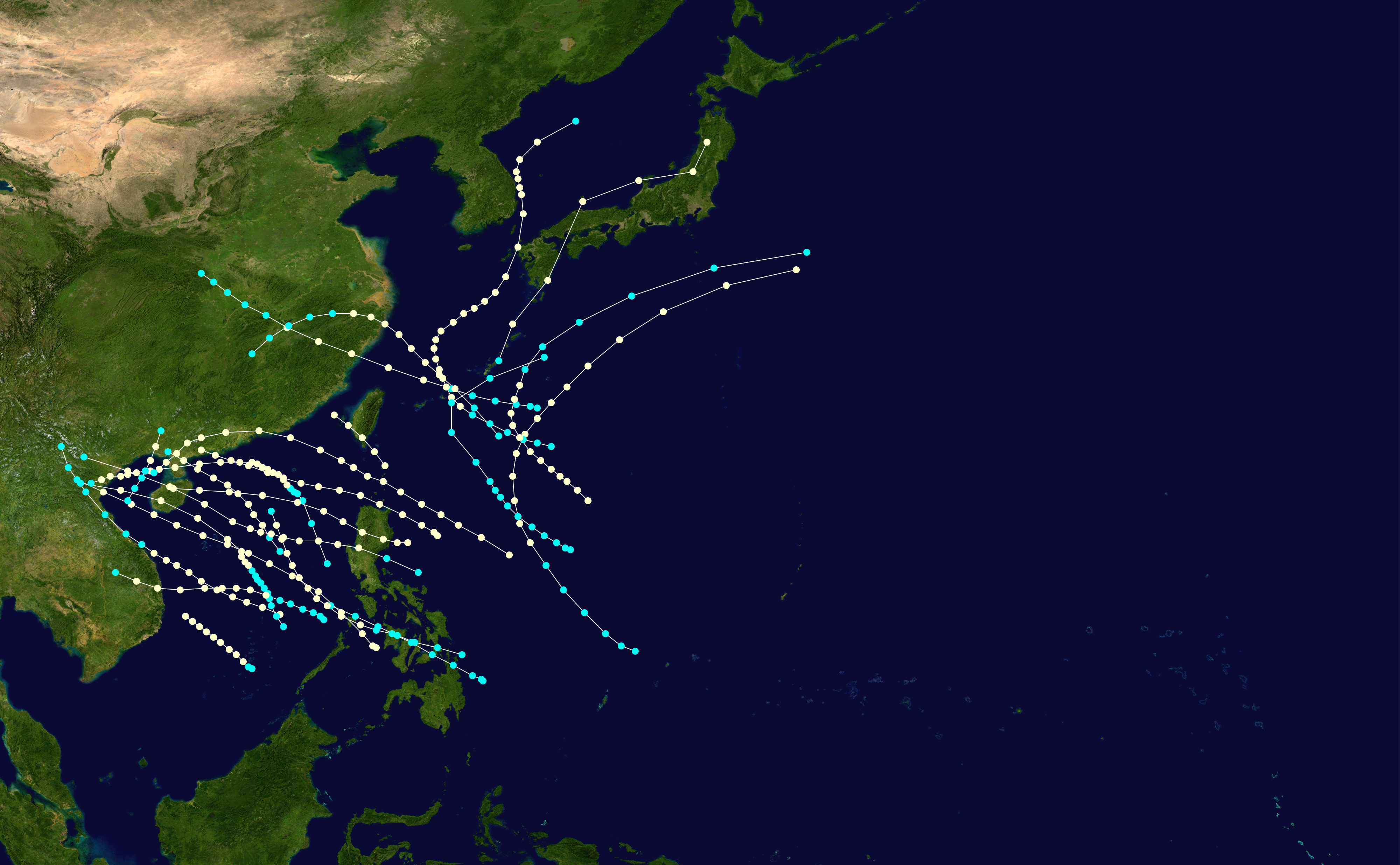
Resumen de temporada

En 1887 hubo 21 ciclones tropicales en el Pacífico occidental.

### 1888

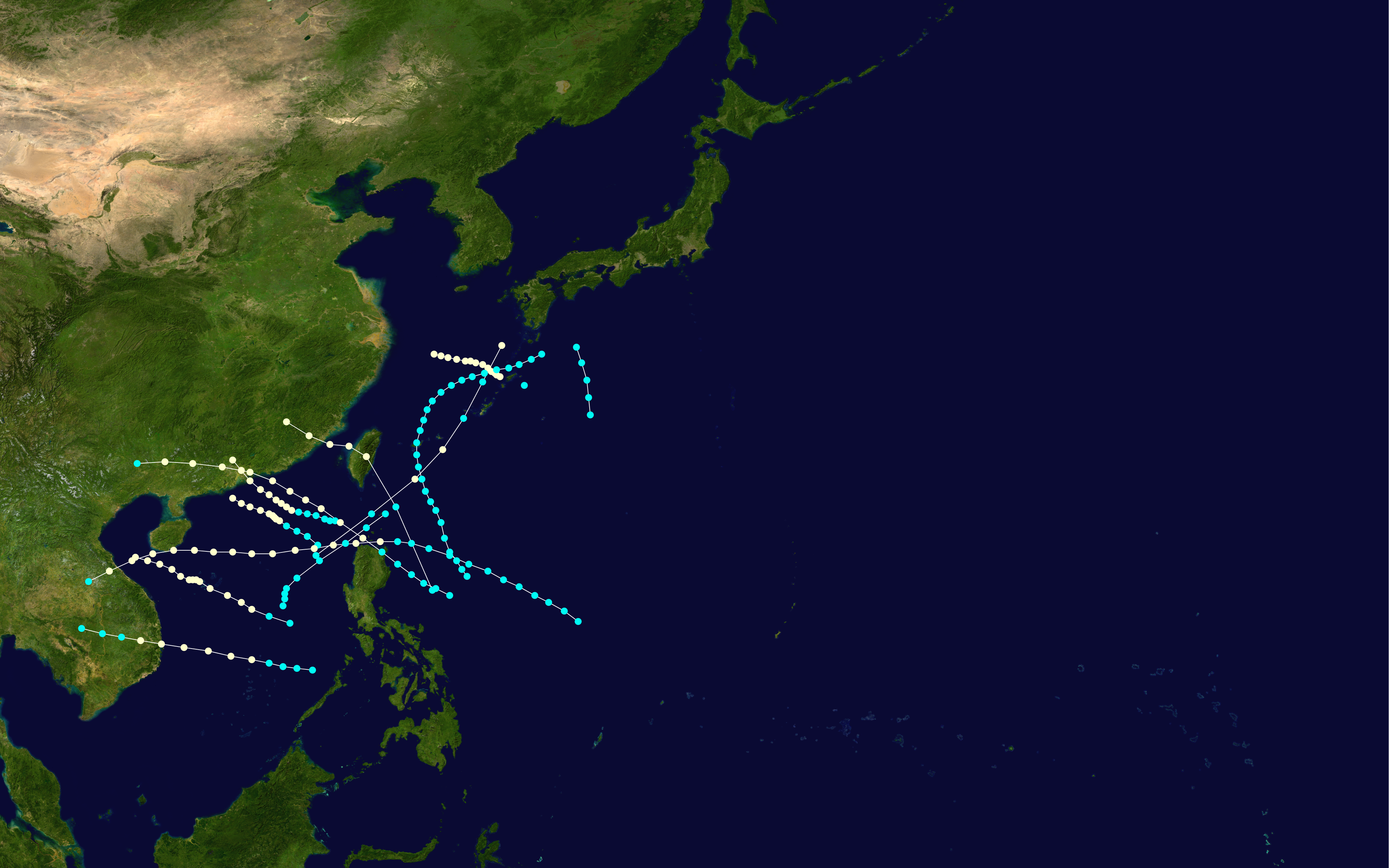
Resumen de temporada

En 1888 hubo 13 ciclones tropicales en el Pacífico occidental.

### 1889

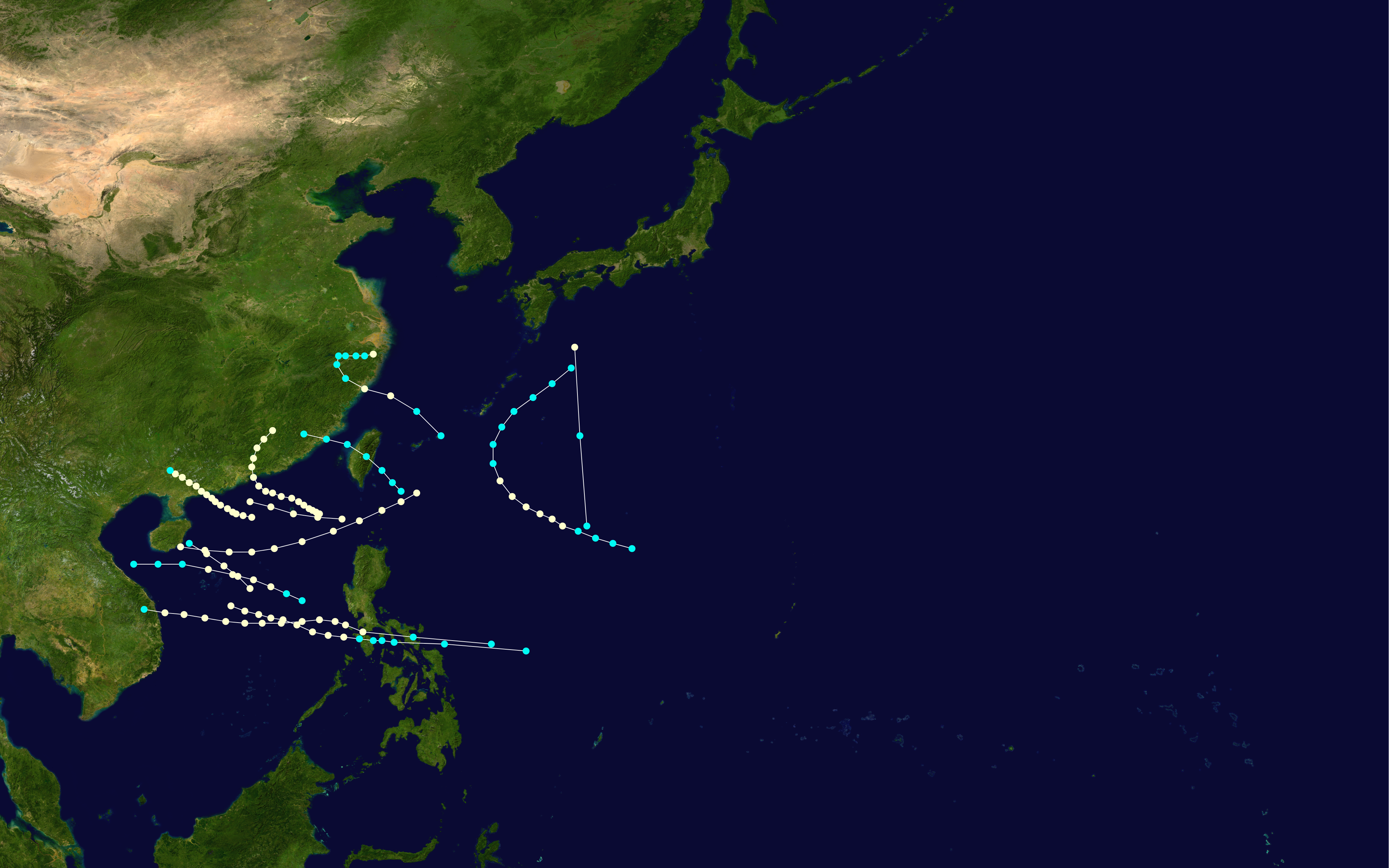
Resumen de temporada

Hubo 12 ciclones tropicales en el Pacífico occidental en 1889.